# Oqtay Zülfüqarov
Oqtay Qadir oglu Zulfuqarov (en azerí: Oqtay Qadir oğlu Zülfüqarov; Bakú, 31 de mayo de 1929 – Bakú, 31 de agosto de 2016) fue compositor de Azerbaiyán, Artista del pueblo de la República de Azerbaiyán.

## Biografía
Oqtay Zulfuqarov nació el 31 de mayo de 1929 en Bakú. En 1951 se graduó del Colegio de Música de Bakú en nombre de Asef Zeynalli. También estudió en la Academia de Música de Bakú. Él fue estudiante del famoso compositor de Azerbaiayán, Qara Qarayev. En 1949-1958 enseñó en la escuela de música.
Oqtay Zulfuqarov fue autor de más de 200 canciones de niños. Escribió música para teatro y cine. El compositor fue recibió el título “Artista del pueblo de la República de Azerbaiyán” en 2000 y fue galardonado con la “Orden Shohrat” en 2009.
Oqtay Zulfuqarov murió el 31 de agosto de 2016 en Bakú y fue enterrado en el Segundo Callejón de Honor.

## Premios y títulos
- Artista de Honor de la RSS de Azerbaiyán (1972)
- Artista del pueblo de la República de Azerbaiyán (2000)
- Orden Shohrat (2009)